# サンテウフェミーア・ア・マイエッラ
サンテウフェミーア・ア・マイエッラ（イタリア語: Sant'Eufemia a Maiella）は、イタリア共和国アブルッツォ州ペスカーラ県にある、人口約300人の基礎自治体（コムーネ）。

## 地理

### 位置・広がり

#### 隣接コムーネ
隣接するコムーネは以下の通り。括弧内のCHはキエーティ県、AQはラクイラ県所属を示す。
- カラマーニコ・テルメ
- ファーラ・サン・マルティーノ (CH)
- パチェントロ (AQ)
- スルモーナ (AQ)